# Ahe
Ahe – atol na Oceanie Spokojnym, w Polinezji Francuskiej wchodzący w skład grupy wysp Îles du Roi Georges położonych w północno-wschodniej części archipelagu Tuamotu.
Atol został odkryty w 1616 roku przez Jacoba Le Maire, a następnie dokładniej zbadany w latach 1838–1842 przez amerykańskiego podróżnika Charlesa Wilkes.
W 1997 roku został oddany do użytku port lotniczy Ahe.